# Eorin Idae Gongweon (metropolitana di Seul)
Eorin Idae Gongweon (군자역 - 어린이大公園驛, Eorin Idae Gongweon-yeok ) è una stazione della metropolitana di Seul servita dalla linea 7 della metropolitana di Seul. 
Si trova nel quartiere di Gwangjin-gu, a est rispetto al centro della città. Il nome in inglese della fermata è Children's Grand Park anche in Italiano Grande Parco dei Bambini.

## Linee
SMRT
● Linea 7 (Codice: 726)

## Struttura
La stazione è sotterranea e possiede due banchine laterali e due binari con porte di banchina a piena altezza. In totale le uscite in superficie sono 6.
| Direzione Jangam            | ● Linea 7 | per Gunja, Sangbong, Nowon e Jangam                                   |
| Direzione Bupyeong-gucheong | ● Linea 7 | per Geondae-ipgu, Express Bus Terminal, Isu, Onsu e Bupyeong-gucheong |

## Stazioni adiacenti
| «       | Servizio | »            |
| Linea 7 | Linea 7  | Linea 7      |
| ------- | -------- | ------------ |
| Gunja   | -        | Geondae-ipgu |